# Pour une vue noble
 (janvier 2016).
Si vous disposez d'ouvrages ou d'articles de référence ou si vous connaissez des sites web de qualité traitant du thème abordé ici, merci de compléter l'article en donnant les références utiles à sa vérifiabilité et en les liant à la section « Notes et références ».
Pour une vue noble (Zur edlen Aussicht en allemand) est le titre distinctif d'une loge maçonnique allemande créée le 22 juin 1784 par des membres locaux de la Grande loge d'Autriche, c'est la première loge de Fribourg-en-Brisgau.

## Histoire
Parmi les membres fondateurs, il y a Johann Georg Schlosser, le beau-frère de Johann Wolfgang von Goethe, et Karl Schwarzl (de), prêtre et recteur d'université.
De 1813 à 1848, la loge est interdite dans le grand-duché de Bade, les personnalités politiques comme Karl von Rotteck et Joseph Maria Weissegger von Weißeneck (de) se retrouvent dans une loge clandestine. Ces membres comme aussi Jacob Venedey avaient participé à la fête de Hambach. Pendant la révolution badoise, le frère Gustav Rée (de), député du Parlement de Francfort, est accusé de trahison. Durant l'interdiction, les membres de Fribourg s'organisent dans la loge "La Parfaite Harmonie" à Mulhouse, ils vendent le temple pour subvenir aux besoins des veuves et des orphelins.
Grâce à l'engagement du philosophe polonais Bronislaw Ferdynand Trentowski (de), d'August Ficke et de Hermann Meinhard Poppen (propriétaire de Freiburger Zeitung), la loge connaît un grand succès en 1857. La loge fait bâtir un nouveau temple.
Sous la pression du régime nazi, le temple est vendu et l'argent donné à des associations caritatives. Le bâtiment sera détruit par un bombardement. Après la fin du régime, la première assemblée générale a lieu le 28 février 1946. Comme le gouvernement demande à la direction de ne pas reprendre son premier nom, sans doute pour éviter de devoir payer des réparations, le nom de « Humanitas zur freien Burg » (« Humanité dans une ville libre ») est adopté, s'inspirant du nom d'une loge d'Odd Fellows. En 1956 les Grandes Loges unies d'Allemagne (obédience fondée en 1949), inscrivent à nouveau la loge, à la demande de son vénérable maître Ernst Leppert, sous le nom de « Zur edlen Aussicht ». Le 5 août 2002, il redevient son nom officiel.

## Personnalités
On compte parmi les membres de Fribourg les fondateurs du musée populaire, de l'école de commerce et de l'association d'éducation des travailleurs.
Des personnalités les plus importantes sont Gustav Rée (de), Jacob Venedey, Matthias Alexander Ecker (de), Karl von Rotteck, Hermann Gottlob von Greiffenegg (de) ou Johann Evangelist Engesser (de) et Ignaz Engelberger.
Des membres honoraires comme Guillaume de Bade sont inscrits dans la loge.